# Районы Леона
Существует несколько систем районирования Леона, которые накладываются друг на друга.

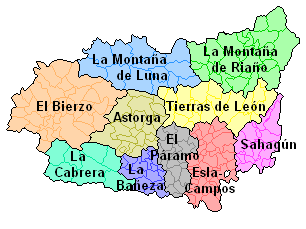
Сельскохозяйственные комарки по делению Министерства Сельского Хозяйства (1996).

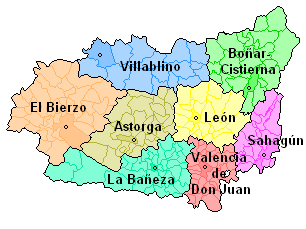
Функциональные области по делению местного самоуправления Кастилии и Леона.

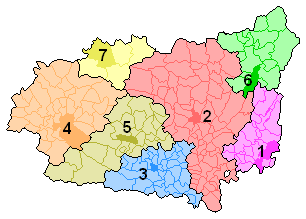
Экономические области Леона (1910).

## Районы (комарки)Леона
1. Tierra de Campos ---> Тьерра-де-Кампос
2. El Bierzo ---> Эль-Бьерсо
3. Páramo Leonés ---> Парамо-Леонес
4. Laciana ---> Ласьяна
5. Maragatería ---> Марагатерия
6. Babia ---> Бабия
7. La Cepeda ---> Ла-Сепеда (Леон)
8. La Valduerna ---> Ла-Вальдуэрна
9. Ribera del Órbigo ---> Рибера-дель-Орбиго
10. Comarca de la Cabrera ---> Кабрера (комарка)
11. Valdería ---> Ла-Вальдерия
12. Tierra de la Reina ---> Тьерра-де-ла-Рейна
13. Somiedo ---> Сомьедо (Леон)
14. Vega del Esla ---> Вега-дель-Эсла
15. La Sobarriba ---> Ла-Собарриба
16. Omaña ---> Оманья
17. Comarca de Luna ---> Луна (комарка)
18. Los Argüellos ---> Лос-Аргуэльос
19. Ordás ---> Ордас
20. Curueño ---> Куруэньо
21. Alfoz de León ---> Альфос-де-Леон
22. Tierra de León ---> Тьерра-де-Леон
23. La Tercia del Camino ---> Ла-Терсия-дель-Камино
24. Tierra de La Bañeza (León) ---> Тьерра-ле-Баньеса
25. Montaña Oriental ---> Монтанья-Орьенталь
26. Montaña Occidental ---> Монтанья-Оксиденталь
27. Tierra de Astorga ---> Тьерра-де-Асторга